# Bakui metró
A bakui metró (azeriül: Bakı Metropoliteni) Baku, Azerbajdzsán fővárosának metróhálózata.

## Általános információk
A bakui metró tipikus, szovjet építési módszerrel készült metróvonal, mely a központból sugarasan indul kifelé. 2 vonalból áll, melyeket piros és zöld színekkel jelölnek. Az állomások egy része a bonyolult terep miatt mélyen van, míg a többi nagyon közel a földhöz, és egy föld feletti állomás is van. Az állomásokat más szovjet metróvonalakhoz hasonlóan díszesre építették.
A két vonal közötti átszállás jelenleg csak a Május 28. (28 May) és a Cəfər Cabbarlı állomások között lehetséges, de később a Həzi Aslanov és a Neftçilər állomások között is lehetséges lesz majd.
A vonatok 6.00 és hajnali 1.00 között járnak. A szolgáltatás mágneses kártyával vehető igénybe.
2015-ben a bakui metró naponta 0,608 millió utast szállított 228 metrókocsin.
|   | Név                           | Megnyitás éve | Hossz   | Állomások száma |
| - | ----------------------------- | ------------- | ------- | --------------- |
| 1 | İçərişəhər–Həzi Aslanov-vonal | 1967          | 20,1 km | 13              |
| 2 | Dərnəgül–Xətai-vonal          | 1976          | 14,6 km | 10              |
| 3 | Xocəsən–8 Noyabr-vonal        | 2016          | 5,7 km  | 4               |
|   | Összes:                       |               | 40,3 km | 27              |

### Állomások
İçərişəhər–Həzi Aslanov-vonal
- İçərişəhər
- Sahil
- 28 May (Május 28.)
- Gənclik
- Nəriman Nərimanov
- Ulduz
- Koroğlu
- Qara Qarayev
- Xalqlar Dostluğu
- Neftçilər
- Əhmədli
- Həzi Aslanov

Dərnəgül–Xətai-vonal
- Dərnəgül
- Azadlıq
- Nəsimi
- Memar Əcəmi
- 20 yanvar (Január 20.)
- İnşaatçılar
- Elmlər Akademiyası
- Nizami
- Cəfər Cabbarlı
- Xətai

Xocəsən–8 Noyabr-vonal
- Xocəsən
- Memar Əcəmi
- Avtovağzal
- 8 Noyabr

## Története
Baku az 1930-as évekre a Kaukázusontúl egyik legfontosabb nagyvárosává és ipari központjává vált. Ezért 1932-ben Moszkva és Leningrád példáján felbuzdulva elhatározták, hogy az azeri fővárosban is földalatti vasutat építenek.
A tervek megvalósítását 1941-ben megakasztotta a második világháború. 1947-ben a Miniszterek Tanácsának döntése alapján azonban megkezdték az alagutak, aknák és állomások építését.
A İçərişəhər - N. Nərimanov (akkori Bakı Soveti-vonal) első, 9,92 km-es szakasza 1967. november 6-án nyílt meg, melyet 1968-ban követett egy 2,2 km-es szakasz a Május 28. és a Xətai állomások között. 1970-ben az Ulduz, 1972-ben a Məşədi Əzizbəyov (ma Koroğlu) és Qara Qarayev, 1976-ban a Nizami, 1979-ben pedig az Elektrozavod (ma Bakmil) állomásokat helyezték forgalomba.
1986-ban kezdődött a 2. szakasz építése, melynek során elkészült a Elmlər Akademiyası, İnşaatçılar, 20 yanvar (Január 20.) és a Memar Əcəmi állomás. A gyorsan növekvő Əhmədli-lakótelep miatt elhatározták a Neftçilər – Həzi Aslanov-szakasz megépítését. 1989-ben elkészült a Xalqlar Dostluğu és az Əhmədli állomás.
1994. július 4-én egy terrorista bombát robbantott a metróban. 13 ember meghalt és 42 megsebesült. Az azeri hatóságok az örményeket gyanúsították. Később a terroristát elkapták és életfogytiglani börtönre ítélték.
1995. október 28-án az Ulduz állomás közelében kitört tűzben 289-en meghaltak és 300-an megsebesültek. A hatóságok ekkor is terrorista támadásra gyanakodtak, de ezt nem tudták igazolni.
A Szovjetunió felbomlása után a metróépítés megakadt, köztük a Həzi Aslanov építése is.
Heydər Əliyev hatalomra kerülése után azonban újraindultak a munkálatok. 1993-ban a Cəfər Cabbarlı állomás elkészültével lehetségessé vált az átszállás a két metróállomás között. Az azeri kormányzatnak sikerült 4,1 millió eurós támogatást szereznie az Európai Uniótól, mellyel 2002-ben sikerült befejezni a Həzi Aslanov állomást.
2006-ban bevezették a beléptetőkártyás rendszert, mely nagy sikert aratott az utazóközönség körében.
A jövőben tervezik az eredeti, 33 állomásból álló 52 km hosszú hálózat befejezését, de felmerült egy harmadik metróvonal építésének terve is.